# NGC 2602
NGC 2602 è una lontana galassia lenticolare situata nella costellazione dell'Orsa Maggiore, a una distanza di circa 649 milioni di anni luce dalla nostra Via Lattea.

## Scoperta
La galassia è stata scoperta il 16 gennaio 1831 dall'astronomo britannico John Herschel.

## Descrizione
Dato il valore della sua luminosità superficiale pari a 11,7, NGC 2602 può essere inclusa tra le galassie che presentano una elevata luminosità superficiale.

### Classificazione
Seligman e Wolfgang Steinicke classificano NGC 2602 come galassia a spirale, ma nelle immagini riprese nel corso dell'indagine SDSS non si evidenzia la presenza dei bracci di spirale. NASA/IPAC la classifica come galassia lenticolare.